# زنجیربلاغ
زنجیربلاغ یکی از روستاهای استان آذربایجان شرقی است که در دهستان گویجه بل بخش مرکزی شهرستان اهر واقع شده‌است.
این روستا ۵۲۵ نفر جمعیت دارد.